# 维勒弗朗克尔
维勒弗朗克尔（法語：Villefrancœur，法語發音：[vilfʁɑ̃kœʁ]）是法国卢瓦-谢尔省的一个市镇，位于该省中部略偏北，属于布卢瓦区。

## 地理
维勒弗朗克尔（47°41'37"N, 1°13'9"E）面积18.08 平方千米，位于法国中央-卢瓦尔河谷大区卢瓦-谢尔省，该省份为法国中北部省份，北起厄尔-卢瓦省，东北接卢瓦雷省，东南接谢尔省，南至安德尔省，西南接安德尔-卢瓦尔省，西北接萨尔特省。
与维勒弗朗克尔接壤的市镇（或旧市镇、城区）包括：博斯地区尚皮尼、拉沙佩勒-旺多穆瓦斯、朗德勒戈卢瓦、图拉耶、维勒马尔迪。

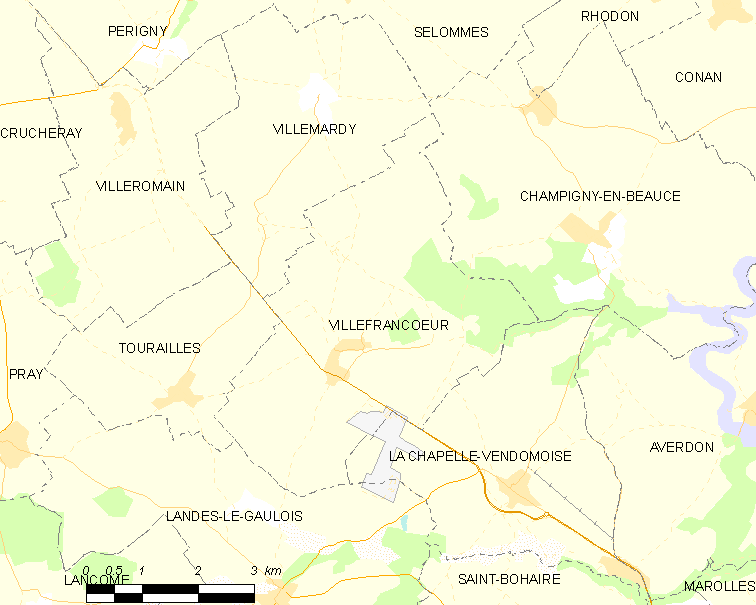
维勒弗朗克尔的OSM定位图

维勒弗朗克尔的时区为UTC+01:00、UTC+02:00（夏令时）。

## 行政
维勒弗朗克尔的邮政编码为41330，INSEE市镇编码为41281。

## 政治
维勒弗朗克尔所属的省级选区为卢瓦尔河畔沃赞县。

## 人口

1962-2008年间维勒弗朗克尔人口变化图示

维勒弗朗克尔于2022年1月1日时的人口数量为420人。